# Klątwa (dramat)
Klątwa – dramat Stanisława Wyspiańskiego. Ukazał się drukiem w 15 – 16 numerze „Życia” z 15 sierpnia 1899 r. (pismo to redagował wtedy Stanisław Przybyszewski).

## Treść
Tragedia Wyspiańskiego opowiada o wydarzeniach, które rozgrywają się we wsi Gręboszów, która została dotknięta plagą suszy. Mieszkańcy zastanawiają się, co może być tego przyczyną. Miejscowy Ksiądz mówi, że to kara za ich grzechy. Oni jednak nie zgadzają się z tymi oskarżeniami, dochodzą do wniosku, że to być może kara, ale nie za ich przewinienia, tylko za postępowanie Księdza. Ma on bowiem romans z gospodynią (Młoda) mieszkającą w jego domu, z którą ma dwoje dzieci.
Gręboszowianom nie podoba się wypominanie przez Księdza ich grzechów, więc chcąc postarać się o przerwanie klęski, która ich dotyka, udają się po radę do Pustelnika. Ten daje wskazówki; mówi, że mają zawieźć drewno na leżące w oddali puste pole i tam złożyć ofiarę. Mieszkańcy wioski postanawiają zrobić to, co im zalecono.

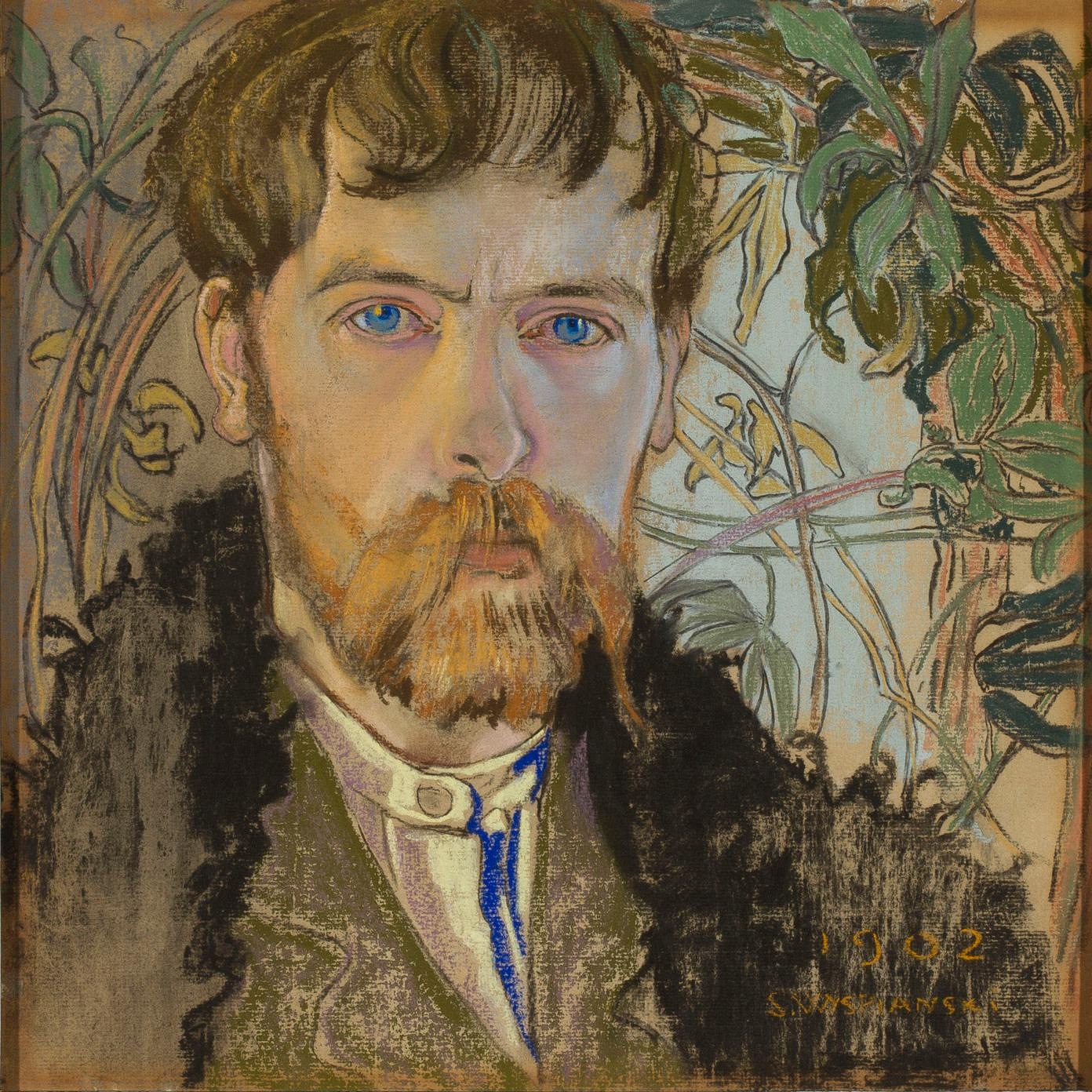
Stanisław Wyspiański Autoportret, 1902

Tymczasem do Księdza z wizytą przybywa Matka, dowiaduje się ona o związku syna z Młodą, widzi, że tych dwoje łączy miłość. Ona też mówi o konieczności odkupienia win. Młoda opacznie rozumie słowa Matki i Pustelnika, by przebłagać Boga spaleniem tego, co najmilsze i postanawia złożyć ofiarę. Bierze swe dzieci i oddala się z nimi w kierunku, gdzie przygotowany jest stos drzewa do spalenia. Po chwili wieśniacy dostrzegają słup dymu idącego z ogniska i ukazują się tam trzy lecące gołąbki. Wszyscy traktują to jako wróżbę, że Bóg zaprzestanie klęsk i plag. Okazuje się, że Młoda wrzuciła na stos swoje dzieci, jednak sama nie wskoczyła do ognia. Jak oszalała biegnie w stronę wsi, trzymając w ręku płonącą żagiew. Odgraża się, że podpali wioskę. Zostaje ukamienowana przez ludzi, gdyż boją się oni, by nie podpaliła wszystkiego. Pada martwa na stopniach plebanii, Ksiądz nie przychodzi jej z pomocą. Chór chłopów informuje, że piorun uderzył w zagrody wiejskie i te się palą. Jednocześnie zaczyna się ulewa.
Osoby dramatu: Ksiądz, Matka, Młoda, Sołtys, Dzwonnik, Parobek, Dziewka, Pustelnik, Chór
Akcja utworu rozgrywa się w Gręboszowie pod Tarnowem.

## Problematyka
Temat Klątwy, jak na czasy, w których powstała, jest niezwykle śmiały; dotyka nowych, ale palących zagadnień, przesądów i wierzeń chłopskich, został zaczerpnięty z bezpośredniej obserwacji życia. Wyspiański wyzyskał tu bowiem elementy konfliktu między gromadą wiejską a plebanią, który rzeczywiście miał miejsce w Gręboszowie pod Tarnowem. Wszyscy bohaterowie są współczesnymi chłopami. Plagę, która nawiedziła ich wieś łączą ze stanem grzechu, w jakim żyje Ksiądz - tym bardziej, że jego modlitwy o odwrócenie rujnujących skutków suszy pozostają bez echa. Najważniejszą kwestią w tym konflikcie jest więc zarówno perspektywa ruiny materialnej wsi, ale też drażniące wykroczenia obyczajowe i obrażone uczucia religijne.
Bóg dla gręboszowian nie jest miłosiernym i wybaczającym Bogiem nowotestamentowym. To postrzegany jako okrutny i mściwy Bóg ze Starego Testamentu, który chce ofiary za każde przewinienie. To Bóg – władca świata i ludzi, Bóg-Przeznaczenie, karze i zbawia, ucząc w ten sposób lud wyższego poznania. Wyraziście przemawia On w finale. Przez wybuch burzy i pioruny niszczące dobytek mieszkańców wsi pokazuje, kto tak naprawdę jest właściwym sprawcą śmierci trojga niewinnych istot, i nie jest to bynajmniej Młoda. Płonąca wieś powtarza obraz płonącego jeszcze stosu ofiarnego, na którym zginęło dwoje dzieci. Jakby to pierwsze wydarzenie jakąś magiczną siłą przyciągania sprowadziło drugie. Taka jest odpowiedź Boga na te wydarzenia.
W światopoglądzie tych prostych ludzi charakterystyczne jest także to, że pod żarliwą wiarą, religijnością głęboko tkwią w nich pozostałości wierzeń pogańskich. To właśnie pod ich wpływem tak chętnie godzą się na złożenie Bogu ofiary.
Chociaż bohaterowie Klątwy, mieszkańcy współczesnej Wyspiańskiemu polskiej wsi, zdają się być prostymi ludźmi, przejmującymi się sprawami gospodarskimi i troskami dnia codziennego, to z tych ich przyziemnych problemów powstają problemy wielkiego ludzkiego cierpienia. W dramacie obecne są wielkie namiętności. Autor osiągnął tu silne napięcie dramatycznej grozy. To tragedia nowoczesna, drapieżna i okrutna, w której niezwykle ważna jest ludzka ofiara, którą dokonuje z siebie i swoich dzieci Młoda w imię racji moralnych. Idzie ona na stos dać okup, złożyć ofiarę, by Bóg uchylił klątwę ciążącą nad gromadą i by ocalić od męki wiecznej siebie, dzieci, Księdza. Jednak ta ofiara jest zarazem zbrodnią, której też nie omija kara. Dzieciobójczyni, oszalała ze zgrozy, zostaje ukamienowana. Ale jej czyn nie poszedł na marne, odkupiła winę, zmazała klątwę. Jej bohaterstwo i wielkość duszy Bóg objawia gromadzie, uświęcając jej zwłoki i przerywając suszę.
W Klątwie dostrzec można pewne elementy znane już z dramatów antycznych. Czytelnikowi zdaje się, że nad bohaterami ciąży fatum, olbrzymia siła miażdżąca ludzi. Więc jakiekolwiek ich poczynania i tak doprowadzą do klęski. Jest ona nieuchronna. Zresztą w latach pisania Klątwy tragedia antyczna była dla Wyspiańskiego najwyższym wzorem dramatopisarstwa. Zarówno w formie artystycznej, jak i w treści utworu autor prezentuje odbiorcom wzór tragedii antycznej dawnych Greków.
Dramat Wyspiańskiego to opowieść o gromadzie ludzkiej zmagającej się zarówno ze światem realnym, ale też ze światem niepojętym, z otchłaniami sił działających w samym człowieku
i w ludzkiej wspólnocie. Tragedia człowieka rozgrywa się wewnątrz tragedii przyrody, gdzie życie ulega zniszczeniu w żarze posuchy, w niszczycielskiej sile burzy, a potem w końcu ulega oczyszczeniu dzięki ulewie. Człowiek to część świata: jest w nim ofiarą, ale też siłą sprawczą.  Widać to wyraźnie w Klątwie.